# Sten Cassel

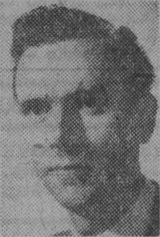
Sten Cassel

Sten Isak Cassel, född 29 maj 1928 i Stockholm, död 2 september 2020 på Lidingö, var en svensk arkitekt.
Cassel, som var son till bryggmästare Isak Cassel och Elisabet Rådberg, avlade studentexamen 1947 och arkitektexamen vid Kungliga Tekniska högskolan 1953. Han var anställd hos AOS Arkitekter 1953–1956, arkitekt hos AB Stockholms Bryggerier 1956–1957, chef för Byggstandardiseringen i Stockholm 1957–1967, blev vice verkställande direktör i SAR Centralkontor AB 1967, verkställande direktör där och Centralkonsult AB 1970–1972, verkställande direktör i Snickerifabrikernas riksförbund från 1972 och i Svenskt Limträ AB 1973–1982, därefter ordförande. Han blev ordförande i Industrins kommitté för byggbestämmelser 1988. Han var sekreterare i Svenska Arkitekters Riksförbund 1958–1962, styrelseledamot i Svensk arkitektförening från 1965, i Sveriges arkitekturmuseums arkivnämnd från 1965, AB Bygg-AMA, Byggindustrins Datacentral AB och AB Byggmästarens förlag. Han skrev bland annat Industriplanering (1954). Sten Cassel är begravd på Lidingö kyrkogård.